# Bernhard Sälzer
Bernhard Sälzer (ur. 4 września 1940 w Berlinie, zm. 18 grudnia 1993 koło Idstein) – niemiecki polityk, inżynier i samorządowiec, poseł do Parlamentu Europejskiego I, II i III kadencji.

## Życiorys
Ukończył szkołę średnią w Grünbergu, a w 1967 studia z zakresu inżynierii lądowej w TH Darmstadt. Pracował jako inżynier, a także wykładowca w Fachhochschule Darmstadt.
Działał w Unii Chrześcijańsko-Demokratycznej, wchodził w skład zarządu CDU w Hesji. W latach 1968–1976 i ponownie od 1981 był radnym miejskim w Darmstadt. Od 1970 do 1976 sprawował mandat posła do landtagu. W latach 1976–1979 pełnił funkcję burmistrza Marburga.
W 1979 uzyskał mandat eurodeputowanego I kadencji. Z powodzeniem ubiegał się o reelekcję w wyborach w 1984 i 1989. Był członkiem frakcji chadeckiej, pełnił m.in. funkcję wiceprzewodniczącego Komisji ds. Energii, Badań Naukowych i Technologii. Zginął w wypadku drogowym 18 grudnia 1993.